# Blhovce
Blhovce (in ungherese: Balogfala, in tedesco: Bollig) è un comune della Slovacchia facente parte del distretto di Rimavská Sobota, nella regione di Banská Bystrica.
Il villaggio è citato per la prima volta in alcune pergamene nel 1427 come proprietà degli Jolsvai. Successivamente, Blhovce divenne una proprietà reale ed entrò sotto il controllo dell'amministrazione del castello di Fiľakovo. Cessate le devastazioni dei turchi il villaggio appartenne ai Koháry e ai Coburg. Nel 1890 un incendio rase al suolo il paese.
La popolazione di Blhovce è costituita per il 77% da ungheresi, per l'11,5% da slovacchi e per il 10,5% da rom.